# Caterpillar
Caterpillar Inc., forkortet CAT, er en amerikansk virksomhed og verdens største producent af bygge- og anlægsmaskiner samt diesel- og propanmotorer og gasturbiner til industrielt brug. Fremstiller også tøj og sko på licens med Caterpillar-mærket. Hovedsædet er beliggende i Peoria, Illinois. Caterpillar omsætter for 51,3 milliarder amerikanske dollars, har 97.000 ansatte (2008) og er noteret på New Yorks børs, hvor aktien indgår i Dow Jones-indekset.

## Historie
Virksomheden blev grundlagt i 1925 som en fusion af Holt Manufacturing Company, der havde indregistreret varemærket Caterpillar, og C.L. Best Tractor Company. Under 2. verdenskrig var selskabet leverandør til den amerikanske marine, der byggede flypladser rundt i Stillehavet. Efter krigen steg virksomhedens omsætning støt, og i 1950 åbnede virksomheden sit første kontor i udlandet, hvilket markerede selskabets udvikling mod at blive et multinationalt selskab. I 1980'erne var selskabet tæt på at gå konkurs, og langt ind i 1990'erne var der store konflikter mellem ansatte og ledelsen. I slutningen af 1990'erne blev økonomien bedre.